# CNN Brasil
CNN Brasil es un canal de televisión por suscripción brasileño de origen norteamericano que transmite programación periodística. Fue lanzado al aire el 15 de marzo de 2020 y es propiedad de Novus Mídia, empresa fundada por Douglas Tavolaro, exdirector de periodismo en RecordTV, y Rubens Menin, propietario de MRV Engenharia, bajo licencia de CNN, Inc.

## Historia

### Antecedentes
En 2017, la cadena estadounidense CNN se asoció con RedeTV! y Simba Content, empresa formado por SBT y RecordTV, para la creación de una señal brasileña de noticias, pero no tuvieron éxito.
CNN buscaba ingresar al mercado brasileño, uno de los pocos en el mundo en el cual la cadena aún no operaba bajo una subsidiaria. El 14 de enero de 2019, se anunció que la emisora entraría al país con socios estratégicos locales. Su gestión comercial estaría a cargo del empresario Rubens Menin, con una gran experiencia en construcción civil y mercados financieros, y del periodista Douglas Tavolaro, cofundador y CEO del nuevo canal.

### Inauguración
CNN Brasil fue lanzado al aire a las 20:00 (horario de Brasilia) con un especial preparado por Monalissa Perrone y Evaristo Costa sobre los 40 años de trayectoria del canal matriz, con la expectativa de los profesionales de la cadena, seguido por la presentación de bienvenida del analista y periodista germanoestadounidense Wolf Blitzer, desde Washington D. C. Después de finalizar su presentación con unas palabras en portugués, aparece en pantalla un transcurso en el cual un micrófono de CNN Brasil es enviado en una caja desde EUA hasta São Paulo.

## Oficinas centrales

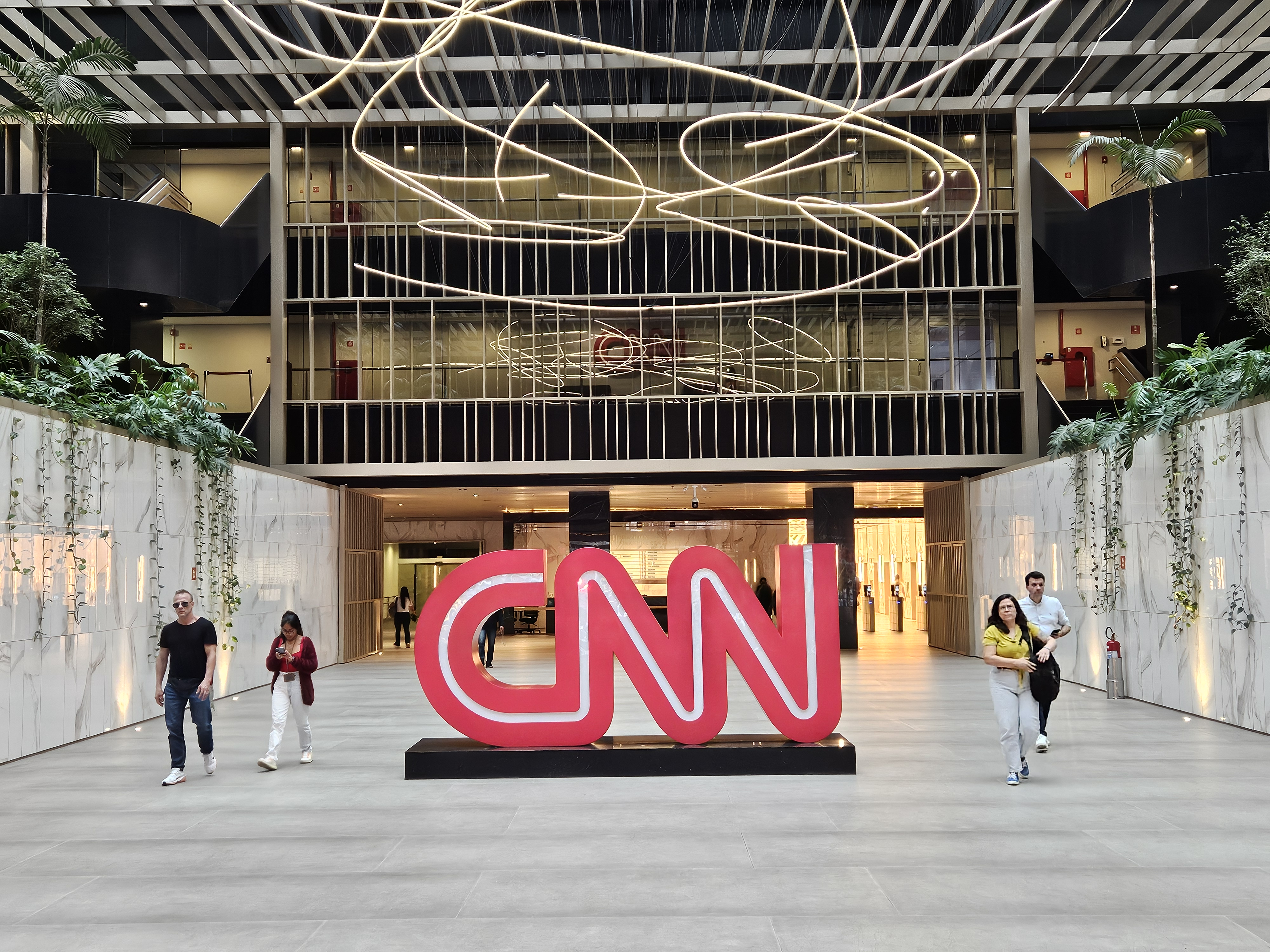
Sede de CNN Brasil en Sao Paulo

El 18 de junio, se publicaron imágenes del edificio de la sede de CNN Brasil en el perfil oficial de la emisora. La ubicación elegida fue en la Avenida Paulista, en el barrio de Bela Vista, en São Paulo, frente a la estación de metro Trianon-Masp. El edificio cubre más de 4 mil metros cuadrados y ha albergado el centro de operaciones de Banco Real. Según el socio fundador y presidente de CNN Brasil, Douglas Tavolaro, la decisión de establecer el futuro canal de noticias en esa dirección fue "estratégica", con el objetivo de acercar al público.

Queremos ser parte de la vida cotidiana de los brasileños e integrarnos con el público, por lo que elegimos estar en el centro palpitante y postal de la ciudad más grande del país, cerca de la gente.

El 7 de noviembre, se anuncia la sede de CNN en Río de Janeiro, que estará en el último piso del moderno edificio Ventura Corporate Towers en la Avenida República do Chile en el Centro. Las instalaciones operativas y administrativas del canal estarán ubicadas en el centro de la capital del estado. El área de más de 400 m² contará con un estudio de vidrio con vistas a dos de las principales postales del país: Pão de Açúcar y Arcos da Lapa. El 18 de noviembre, se anuncia la sede de CNN en Brasilia, que se ubicará en la parte superior del Palacio de Agricultura, a 2 km de la Praça dos Três Poderes. El 18 de diciembre, CNN dio a conocer las imágenes de sets de estudio en São Paulo y Brasilia.
El 21 de enero, CNN reveló el aspecto de los estudios en Río de Janeiro, así como también reveló otro aspecto de los estudios en São Paulo. El 3 de febrero, CNN anunció cómo su Sala de prensa se conectará al estudio más grande en su sede en São Paulo. El 16 de febrero, CNN lanza su fachada en su sede en la Avenida Paulista en São Paulo, con una pantalla led que permitirá a los peatones seguir la programación de la emisora de noticias, en el mismo estilo que sucede en Times Square, en Nueva York, además de otros puntos de grandes aglomeraciones en los Estados Unidos.

## Programas
- Agora CNN (#CNNAhora)[13]
- CNN Manhã (CNN Mañana)
- CNN Novo Dia (CNN al Amanecer) [14]
- Live CNN Brasil (CNN Brasil en vivo)[15]
- Bastidores CNN
- O Grande Debate (El Amplio Debate) [14]
- CNN 360°[14]
- CNN Arena[16]
- CNN Prime Time[17]
- WW
- CNN Newsroom
- GPS CNN
- CNN Entrevistas
- CNN Sustentabilidade
- DominGOL com Benja (DominGOL con Benja)
- CNN Esportes S/A
- CNN Mercado
- CNN Sinais Vitais (CNN Signos Vitales)
- CNN Viagem & Gastronomia (CNN Viaje y Gastronomía)
- Planeta CNN
- O Ponto (Lo Ponto)
- The Golf Brasil
- É Negócio (Es Negocio)
- No Lucro CNN (En Beneficio CNN)